# Albright (Virginia Occidental)
Albright es un pueblo ubicado en el condado de Preston en el estado estadounidense de Virginia Occidental. En el Censo de 2010 tenía una población de 299 habitantes y una densidad poblacional de 422,87 personas por km².

## Geografía
Albright se encuentra ubicado en las coordenadas 39°29′41″N 79°38′23″O / 39.49472, -79.63972. Según la Oficina del Censo de los Estados Unidos, Albright tiene una superficie total de 0.71 km², de la cual 0.6 km² corresponden a tierra firme y (15.02%) 0.11 km² es agua.

## Demografía
Según el censo de 2010, había 299 personas residiendo en Albright. La densidad de población era de 422,87 hab./km². De los 299 habitantes, Albright estaba compuesto por el 97.32% blancos, el 0.33% eran afroamericanos, el 1% eran amerindios, el 0% eran asiáticos, el 0% eran isleños del Pacífico, el 0% eran de otras razas y el 1.34% pertenecían a dos o más razas. Del total de la población el 0% eran hispanos o latinos de cualquier raza.